# 11:14
Pour plus de détails, voir Fiche technique et Distribution.
11:14 est un film canado-américain réalisé par Greg Marcks, sorti en 2003. 
Le film présente une structure narrative non linéaire particulière : il se divise en cinq parties durant chacune desquelles le spectateur suit un personnage différent durant à peu près le même laps de temps, de façon que les histoires se complètent entre elles et que, après la dernière partie, il soit possible de tout comprendre. À cet égard, 11:14 est considéré comme un mindfuck.

## Synopsis
L'amorce de chacune des cinq parties :
Première partie : alors que Jack roule de nuit un peu ivre, quelque chose se fracasse contre son pare-brise : il s'agit d'une personne, morte, dont Jack va tenter de cacher le cadavre. 
Deuxième partie : Trois jeunes s'amusent (de façon fort peu innocente) dans une fourgonnette. Mais leur suite de divertissements s'achève brutalement lorsque la fourgonnette percute une jeune fille en plein milieu de la chaussée.
Troisième partie : Un père voit sa fille sortir de chez lui peu avant onze heures. Il sort alors promener son chien et découvre un cadavre dans le cimetière non loin de chez lui. 
Quatrième partie : Duffy entre dans la petite supérette où il travaille et salue sa collègue Buzzy. Il a désespérément besoin d'argent.
Cinquième partie : Dans la dernière partie du film, on découvre l'étrange parcours de Cheri au cours de cette soirée, fil conducteur qui relie tous les évènements.
À la fin du film, on a vu le déroulement de cette soirée (un peu avant et un peu après onze heures quatorze) de cinq points de vue différents. Chaque protagoniste ou groupe de protagonistes est relié aux autres (directement ou non) par le personnage de Cheri, et accomplit des actions somme toute tout à fait explicables, mais dont l'enchaînement et les conséquences ne se comprennent que progressivement (à mesure que l'on découvre chaque partie du film).

## Fiche technique
- Titre : 11:14
- Réalisation et scénario : Greg Marcks
- Photographie : Shane Hurlbut
- Musique: Clint Mansell
- Montage : Dan Lebental, Richard Nord
- Production : Beau Flynn, John Morrissey, Raju Patel
  - Production exécutive : Mark Damon, Stewart Hall, Jeff Kwatinetz, Sammy Lee, David Rubin, Hilary Swank, Tripp Vinson
- Sociétés de production : MDP Worldwide, Firm Films et Media 8 Entertainment
- Distribution :
- Pays :  Canada -  États-Unis
- Genre : Thriller et comédie noire
- Durée : 95 minutes
- Dates de sortie : 
  - États-Unis : première au Festival de Hollywood le 15 octobre 2003, sorti directement en DVD le 11 octobre 2005
  - France : 1er décembre 2004
- Interdit aux moins de 12 ans lors de sa sortie en salles en France

## Distribution
- Henry Thomas (VF : Damien Boisseau) :  Jack
- Barbara Hershey (VF : Frédérique Cantrel) : Norma
- Clark Gregg (VF : Dominique Collignon-Maurin) : Officier Hannagan
- Shawn Hatosy (VF : Julien Lucas) : Duffy
- Hilary Swank (VF : Marjorie Frantz) : Buzzy
- Patrick Swayze (VF : Jean-Yves Chatelais) : Frank
- Rachael Leigh Cook (VF : Margot Faure) : Cheri
- Stark Sands (VF : Fabrice Josso) : Tim
- Colin Hanks (VF : Stanislas Crevillen)  : Mark
- Ben Foster (VF : Alexis Tomassian) : Eddie
- Jason Segel (VF : Boris Rehlinger) : Leon
- Rick Gomez : Kevin
- Blake Heron : Aaron

- Version française[1]
  - Studio de doublage : Dubbing Brothers
  - Direction artistique : Jean-Marc Pannetier
  - Adaptation : Jean-Marc Pannetier